# Massacre de Porvenir (1918)
O massacre de Porvenir foi um incidente em 28 de janeiro de 1918 fora da vila de Porvenir no Condado de Presidio, Texas, no qual Texas Rangers, soldados da cavalaria dos Estados Unidos, e fazendeiros locais mataram 15 meninos e homens mexicano-americanos desarmados.

## Incidente
Em 26 de janeiro de 1918, a Texas Rangers Company B, sob o comando do Capitão James Monroe Fox, entrou e vasculhou as casas dos aldeões em Porvenir depois de suspeitar de envolvimento no ataque ao Rancho Brite um mês antes. Durante a busca, os Rangers encontraram apenas duas armas: uma pistola pertencente a um homem anglo-americano na aldeia, e um rifle Winchester pertencente a um aldeão tejano.